# 崔恭祖
崔恭祖（？—500年），表字不詳，清河東武城人。南齊平西將軍崔慧景宗人。南齊將領。

## 生平
崔恭祖性格驍果，擅長用馬槊，而且氣力過人，長年在軍旅並久經戰陣。建武二年（495年），北魏進攻南齊，司州義陽郡遭到魏軍圍攻，司州刺史蕭誕堅守，增援蕭誕的王廣之便派蕭衍與蕭誄、徐玄慶等軍先一步進據賢首山；蕭誕天亮後看到賢首山上出現援軍後便派長史王伯瑜和時為軍主的崔恭祖主動進攻圍城魏軍，並乘風勢施火攻，蕭衍亦配合在後夾擊魏軍，魏軍不敵只能撤退。
後為後軍將軍、直閣將軍。永泰元年（498年），大司馬、會稽太守王敬則起兵，朝廷詔命崔恭祖與左興盛、劉山陽及胡松在曲阿長岡築壘，和屯駐湖頭的持節都督尚書右僕射沈文季一同防備由京口進攻建康的路線。王敬則到後猛攻諸壘，卻遭胡松騎兵突襲戰敗，王敬則因未能上馬遭左興盛軍容袁文曠斬首。事後，崔恭祖和袁文曠爭斬首之功，並向齊明帝表示因為他傷了王敬則才讓袁文曠得以斬其首，若果這樣被搶了勳賞他就要殺掉袁文曠的長官左興盛了。明帝欣賞恭祖勇健，最後封崔恭祖為遂興縣男，食邑四百戶，與左興盛、劉山陽及胡松同勳。
永元元年（499年），崔恭祖參與了陳顯達統領的北伐行動，但在攻取馬圈城後遭北魏孝文帝大軍進攻，顯達被逼退至鷹子山築城防禦，但士氣低落且仍遭魏軍猛攻，崔恭祖和胡松只好用黑布幔裏著陳顯達，由多人抬下山勉強退至均口撤走，齊軍傷亡甚大。後轉南兗州司馬。
永元二年（500年），崔慧景乘領命討伐壽春的機會在廣陵附近起兵反皇帝蕭寶卷，駐鎮廣陵的崔恭祖開門迎慧景，慧景遂以為據點準備進攻建康。軍至京口時南徐兗二州刺史蕭寶玄亦開門迎慧景，慧景遂合廣陵、京口二鎮兵力進攻建康。蕭寶卷派了張佛護等人在竹里築壘防禦，而崔慧景就以兒子崔覺和崔恭祖為前鋒，成功攻下竹里各戍。後崔慧景成功攻入建康外城並包圍宮城，建康內外諸戍皆已向崔慧景投降，然而崔覺和崔恭祖卻因竹里一戰而爭功，崔慧景一直都沒解決問題；崔恭祖建議以點火箭矢焚毀宮城的北掖門也沒得崔慧景採納，更見崔慧景在建康只顧著和何點談文義佛理，不理軍事而大感不滿。後豫州刺史蕭懿領兵勤王，崔恭祖勸崔慧景盡早阻止蕭懿渡過長江不獲採納後蕭懿成功渡江並駐屯至秦淮河南岸，崔恭祖再自請領兵攻擊蕭懿亦被壓下，反而崔覺就可領數千精兵進兵南岸。可是崔覺卻大敗給蕭懿，隻身逃還。時崔恭祖虜掠了一些東宮女伎作戰利品，崔覺卻逼他交出來，崔恭祖於是和驍將劉靈運向蕭寶卷投降，崔慧景軍心大挫之餘崔慧景更偷偷北逃，朝廷軍隊遂成功反敗為勝。事後，崔恭祖被囚禁在尚方中，沒多久就被殺害了。

## 記載差異
據《南史·崔慧景傳》，崔恭祖在參與崔慧景起兵時的立場態度有別於《南齊書》版本。其稱是蕭寶玄主動誘崔慧景起事，而時守廣陵的除了崔恭祖還有廬陵王長史蕭寅，而崔慧景將奉蕭寶玄起事的計劃告知崔恭祖後崔恭祖雖然口裏說同意但心中卻不想參與，遂和蕭寅圖謀閉城不應。即使連蕭寅也勸崔恭祖參與，但崔恭祖仍不肯，在崔慧景回軍廣陵時仍然閉門不應，還令崔慧景知崔恭祖和他並不同心而流淚。後崔慧景聽從幕僚建議成功襲取廣陵，隨後又派崔恭祖與崔覺領精兵八千至京口；蕭寶玄看見來的不是心中想象那種大軍，失望之下引兵抵抗崔覺，將崔覺部隊趕走，而崔恭祖因本來就不想和崔慧景舉事，意圖殺掉崔覺投降京口，但沒有成事。接著又稱柳憕及沈佚之見崔覺部隊武器精良，又勸寶玄和崔慧景合作。又稱崔慧景作詔廢帝時柳憕和崔恭祖都支持立寶玄，而慧景屬意蕭昭胄猶豫不決，始令柳憕及崔恭祖有異心。
司馬光在《資治通鑑考異》中稱「按恭祖始若閉城拒慧景，慧景襲得其城而據之，豈肯更授以兵柄！又，慧景若不立寶玄，柳憕豈能別推！」以其自相矛盾而在《資治通鑑》中棄《南史》說而採用《南齊書》的記載。